# Live & Summer Mania
Live & Summer Mania è il primo album dal vivo del cantautore italiano Riki pubblicato il 15 giugno 2018 dalla Columbia Records.

## Descrizione
L'album è stato registrato durante la tournée che Riki ha tenuto tra l'inverno e la primavera 2018 in cui ha eseguito una selezione dei brani tratti dall'album Mania e dall'EP Perdo le parole.

## Tracce
1. Dolor de cabeza (feat. CNCO) – 3:11 (testo: Bruno Nicolás Fernández, Christopher Velez, Erick Brian Colón, Joel Pimentel de León, Jose Luis Pagan, Max Borghetti, Riccardo Marcuzzo, Riccardo Scirè, Richard Camacho, Zabdiel De Jesús – musica: Bruno Nicolás Fernández (Dabruk)) – inedito in studio
2. Mal di testa (feat. CNCO) – 3:07 (testo: Bruno Nicolás Fernández, Christopher Velez, Erick Brian Colón, Joel Pimentel de León, Jose Luis Pagan, Max Borghetti, Riccardo Marcuzzo, Riccardo Scirè, Richard Camacho, Zabdiel De Jesús – musica: Bruno Nicolás Fernández (Dabruk)) – inedito in studio
3. Tremo (dolce vita) – 3:22 – inedito in studio
4. Sbagliato (feat. Lowlow) – 3:46 – inedito in studio
5. Riki mania – 1:09
6. Mania – 1:12
7. Frena – 3:09
8. Se parlassero di noi – 3:24
9. Balla con me – 3:28
10. Replay – 4:04
11. So che stasera – 0:33
12. Sei mia – 3:57
13. Dentro la notte – 3:20
14. Ti luccicano gli occhi – 3:03
15. Vendicativa – 3:27
16. Credi in te – 3:03
17. Ainam – 1:25
18. E scatta – 0:31
19. Polaroid – 2:54
20. Tremo (Acustica) – 3:26
21. Rumore di fondo (Acustica) – 3:48
22. Nei tuoi gesti – 1:01
23. Aspetterò lo stesso – 3:24
24. In equilibrio – 4:10
25. Perdo le parole – 3:59

## Classifiche
| Classifica (2018) | Posizione massima |
| ----------------- | ----------------- |
| Italia            | 2                 |